# Russula vesca
Russula vesca Fr., Anteckn. Sver. Ätl. Svamp.: 51 (1836)

## Descrizione della specie
Cappello
5-10 cm di diametro, prima convesso, poi a maturità piano o con leggera depressione centrale,
cuticolaasciutta, opaca, separabile per due terzi, più corta del diametro del cappello tanto da lasciare intravedere la carne bianca sottostante al margine, di colore che va dal bianco al rosa carnicino o al anche nocciola.
margineottuso, regolare, mancante della cuticola fino a 2 mm.
Lamelle
Fitte, spesso biforcate all'inserzione con il gambo, leggermente decorrenti, biancastre poi crema, macchiate di ruggine in vecchiaia.
Gambo
6-8 x 1,5-2,5 cm, sodo, biancastro, cilindrico, di solito più attenuato alla base, pieno poi spugnoso.
Carne
Bianca, soda, tende ad ingiallirsi fino a macchiarsi di bruno al tatto e con l'età.
- Odore: gradevole.
- Sapore: dolce, di nocciole.

Microscopia
Sporeovoidali, 6,4-8 x 5-6,5 µm, verrucose, bianche in massa.
Basidileggermente clavati, tetrasporici,  40-52 x 8-9 µm.
Cistidiottusi e poco presenti, larghi 8-10 µm.

## Reazioni chimiche
- Solfato ferroso: rosso-arancio.
- Guaiaco: positivo.
- Anilina: lentamente gialla.

## Habitat
Fungo simbionte, fruttifica nei boschi di latifoglia e aghifoglia, da fine inizio estate ad inizio autunno.

## Commestibilità
Ottima.

## Etimologia
Il nome deriva dal latino vescus, mangereccio, per via della sua commestibilità.

## Nomi comuni
- Russula edule.

## Sinonimi e binomi obsoleti
- Russula mitis Rea, Brit. basidiomyc. (Cambridge): 463 (1922)